# Insula Peuce
Conform relatărilor lui Apollonius din Rodos (295-230 î.Hr.), Insula Peuce ("frumoasa" în grecește) era inițial un grind nisipos format în mare, între actualele brațe Sulina (pe atunci Naracon stoma) și Sf.Gheorghe (pe atunci Hieron stoma) din Delta Dunării.

Evoluția geomorfologică a Deltei Dunării din Antichitate până în zilele noastre.

## Istorie
Este posibil, după Grigore Antipa, ca toponimul Peuce să corespundă cu actualul grind Caraorman care a izolat de mare lacurile Gorgova și Isacov, sau cu actualul grind Sărăturile care a izolat lacurile Lumina, Roșu și Puiu de mare. Formarea acestor grinduri, astfel devenite parte integrantă din deltă, s-a prelungit spre sud în fața capului Pteros (Πτεροϛ Ακρα, "capul aripilor" în grecește, azi promontoriul de la Dunavățu de Jos) și golfului Argamum (azi limanul Razim) în preajma cărora se afla castrul roman Platei Pegiae.

## Legende
Legendar, Peuce este una dintre cele trei insule din nord-vestul Mării Negre reputate a fi lăcașurile pe care Poseidon le-a scos din adâncul mării la rugămintea zeiței Thetis pentru fiul ei Achile, erou al războiului troian. Într-un poem epic despre războiul troian al lui Arctinos ("ursuzul" în grecește) din Milet, rămășițele pământești ale lui Achile și Patrocle au fost aduse de către zeița Thetis în această insulă. Celelalte două insule posibile sunt grindul Tendra (sau Cuciur) și mai cu precădere Insula Șerpilor (cunoscută și ca Leuce sau "albă", "luminoasă" în grecește), unde rămășițele unui templu antic există, pe când nici-o ruină antică nu se găsește pe grindurile Caraorman, Sărăturile sau Tendra.

## Legături externe
- Povestea misterioaselor insule Peuce și Leuce de la gurile Dunării Arhivat în 18 octombrie 2016, la Wayback Machine.